# Simó III de Montfort
Simó III de Montfort "el Jove" (?– 1181), fou un noble francès baró de Montfort i en morir el seu germà, esdevingué comte de d'Évreux.

## Orígens familiars
Era fill d'Amaurí III de Montfort.

## Matrimoni i descendents
Es casà amb Matilda. D'aquest matrimoni nasqueren:
- Amaurí V d'Évreux, que heretà el comtat de d'Évreux
- Simó de Montfort,[1] que heretà la baronia de Montfort i fou pare de Simó IV de Montfort.
- Bertrada de Montfort
- Guiu de Montfort
- Petronella de Montfort
- Gerberga de Montfort